# Lijst van burgemeesters van 's-Heer Abtskerke
Dit is een lijst van burgemeesters van de voormalige Nederlandse gemeente 's-Heer Abtskerke tot die gemeente in 1970 opging in de gemeente Borsele.
| Ambtsperiode | Naam burgemeester                        | Partij of stroming | Bijzonderheden |
| ------------ | ---------------------------------------- | ------------------ | --- |
| 18?? - 1853  | Logier (L.) de Vos                       |                    | |
| 1853 - 1857  | P. Pijke                                 |                    | tevens burgemeester van 's-Gravenpolder                                                                                 |
| 1857 - 1859  | Johan (J.P.I.) Buteux                    |                    | tevens burgemeester van Heinkenszand (1856-1859), 's-Heer Arendskerke (1854-1859), 's-Heer Hendrikskinderen (1854-1857) |
| 1859 - 1883  | B. Vermande                              |                    | |
| 1883 - 1903  | Zijwert Diderik van der Bilt la Motthe   |                    | |
| 1903 - 1920  | Lambertus Willem Barend Anne Mulder      |                    | later burgemeester van Ovezande en Driewegen                                                                            |
| 1921 - 1939  | W. van Liere                             |                    | |
| 1939 - 1942  | Izaak Antonie de Moor                    | NSB                | later burgemeester van Breskens                                                                                         |
| 1943 - 1944  | Ch.J.L.M. Siemons                        | NSB                | waarnemend, later burgemeester van 's-Heerenhoek                                                                        |
| ?            | ?                                        |                    | |
| 1946 - 1964  | Jan Diderik Jansen                       | CHU                | tevens burgemeester van 's-Gravenpolder en Nisse, later burgemeester van Ankeveen, 's-Graveland en Kortenhoef           |
| 1965 - 1970  | jhr. mr. Louis Pierre Quarles van Ufford | CHU                | tevens burgemeester van 's-Gravenpolder en Nisse, later burgemeester van Hengelo (Gld.)                                 |